# روبرت ريمر
روبرت ريمر (بالإنجليزية: Robert Rimmer)‏ (14 مارس 1917، بوسطن في الولايات المتحدة - 1 أغسطس 2001، كوينسي في الولايات المتحدة)؛ روائي أمريكي.

## روابط خارجية
- روبرت ريمر على موقع IMDb (الإنجليزية)
- روبرت ريمر على موقع قاعدة بيانات الفيلم (الإنجليزية)